# Three Days Grace
Three Days Grace je kanadská rocková kapela založená v roce 1992 , tehdy pod jménem Groundswell. Po rozpadu se skupina přejmenovala. V její nynější sestavě se nachází: zpěvák a kytarista Adam Gontier, bubeník a zpěvák Neil Sanderson, basový kytarista Brad Walst, hlavní kytarista Barry Stock a zpěvák Matt Walst. Three Days Grace vydali osm studiových alb, dvě DVD a po celém světě prodali více než šest milionů desek.

## Historie

### Jako Groundswell (1992–1997)
V roce 1992 Adam Gontier, Joe Grant, Phil Crowe, Brad Walst a Neil Sanderson založili post grungovou kapelu Groundswell, s níž vydali jedno album s názvem Wave Of Popular Feeling, kterého se prodalo 150 kusů. Poté se kapela rozpadla a až v roce 1997 se opět sešel Adam Gontier, Brad Walst a Neil Sanderson a založili rockovou kapelu Three Days Grace.

### Demo (1997–2000)
V roce 1997 se Adam Gontier, Neil Sanderson a Brad Walst znovu dali dohromady, tentokráte už pod názvem Three Days Grace. Spolu se členem skupiny Thousand Foot Krutch nahráli své první demo se čtyřmi skladbami. CD vyšlo v počtu 100 kusů a poté se TDG vydali na turné s Thousand Foot Krutch jako jejich předskokani.

### Three Days Grace(2003–2005)
22. července 2003 vyšlo první studiové album Three Days Grace. Z tohoto alba vzešel jejich první singl, „I Hate Everything About You“, který jim zajistil úspěch a přední místa v kanadských a amerických žebříčcích. Například druhé místo na US Modern Rock, čtvrté místo v Mainstream Rock charts a první místo v Canadian Singles Chart. S dalším singlem, „Just Like You“, přišly další úspěchy a první místa v obou zmíněných amerických rockových hitparád. Poslední singl „Home“ nebyl již tak úspěšný jako předešlý song, ovšem i tak se řadí k velmi povedeným písním. Po nahrání tohoto alba se ke skupině přidal kytarista Barry Stock. Three Days Grace je jak v Kanadě, tak i ve Spojených státech 1x platinová (prodeje 1000 000+).

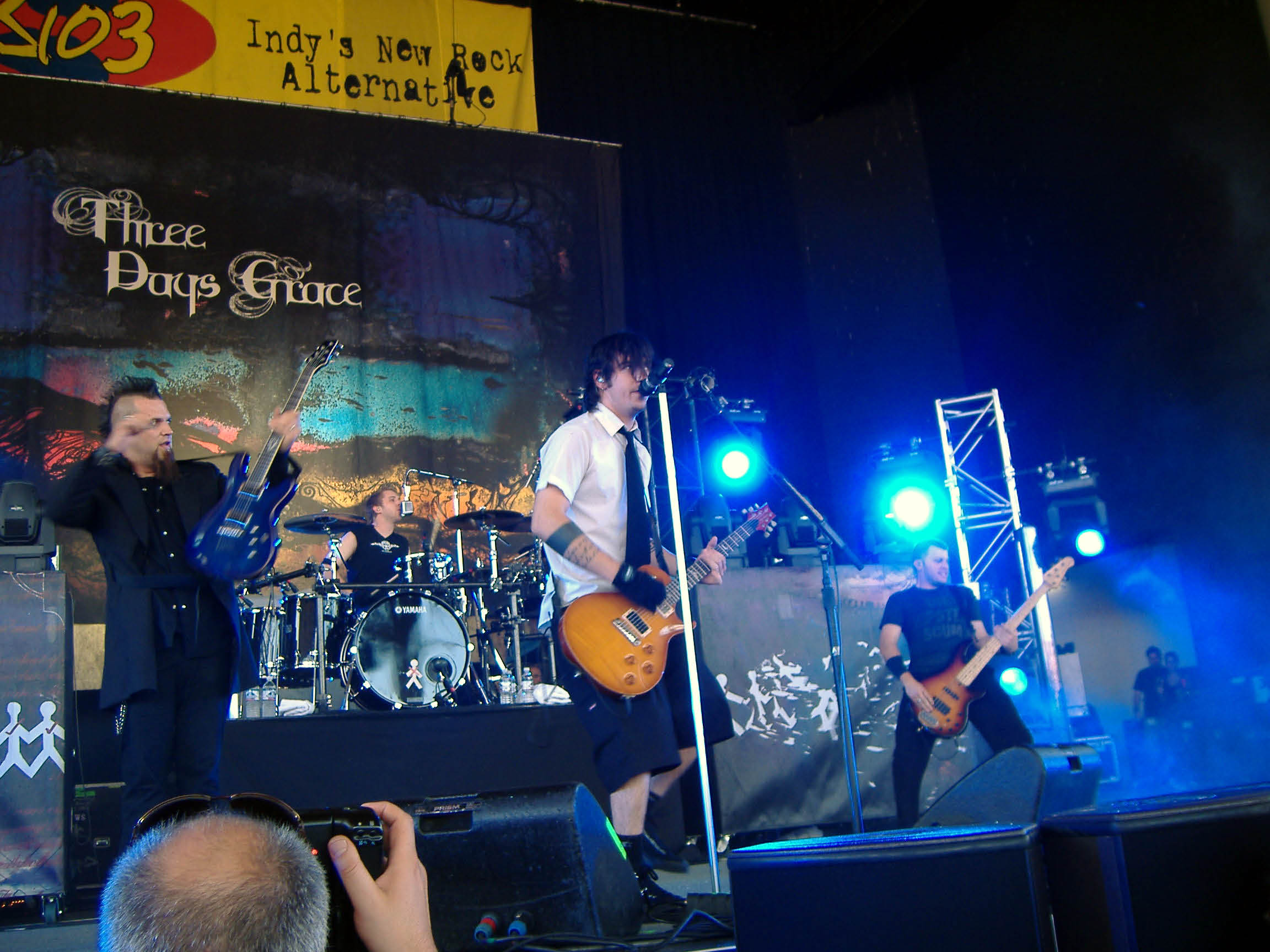
Three Days Grace v původním složení v roce 2006.

### One-X(2006–2008)
V roce 2005 se Adam Gontier léčil ze svojí závislosti na droze OxyContin, když se jeho žena Naomi postavila proti čím dál tím většímu užívání této drogy. Většina textů alba je založena na Gontierově deníku, který si v době a po době léčení vedl. Čtyřmi singly alba One-X jsou postupně: „Animal I Have Become“, „Pain“, „Never Too Late“ a „Riot“. Píseň „Never Too Late“ je věnovaná Naomi, jednak jako poděkování za podporu, ale taky je založena na jejím životním příběhu z mládí a tím ji a všem ostatním chtěl říct, jak už název vypovídá, že nikdy není pozdě změnit svůj život. One-X je v Spojených státech 1x platinové (1000 000+) a v Kanadě 2x platinové (160 000+).
V roce 2007 nahrává Gontier píseň „I Don't Care“ s finskou skupinou Apocalyptica. V tomtéž roce se skupina vydává na turné s mnohými skupinami např. Breaking Benjamin, Chevelle, Seether, Skillet, Nickelback, Hoobastank, Trapt, Puddle of Mudd, 3 Doors Down, Flyleaf, 12 Stones, Red, Econoline Crush a dalšími. Gontier si zazpíval s Breaking Benjamin píseň „Dance With The Devil“. 11. srpna 2008 vydali live DVD s názvem Live at Palace. 7. října 2008 Adam Gontier zpíval spolu s dalšími kanadskými zpěváky a hudebníky píseň „You Have a Choice“" (Avaaz.org), která měla sloužit ke změně politiky v Kanadě (odvolání Stephena Harpera) a měla přimět lidi, aby šli k volbám.

### Life Starts Now(2009–2011)
Life Starts Now je třetí studiové album od Three Days Grace, dostávající se do prodeje 22. září 2009. Deska vstoupila do Billboard 200 na 3. místě s prodeji činící v prvním týdnu 79 000 kusů. Life Starts Now se od předchozích CD liší hlavně optimistických pojetím. Z alba pochází čtyři singly, „Break“, „The Good Life“, „World So Cold“ a „Lost In You“.
Three Days Grace odstartovali šňůru koncertů po boku kapel Chevelle, Flyleaf, Breaking Benjamin a Adelitas Way.

### Transit Of Venusa odchod Adama Gontiera (2012–2013)
Čtvrté studiové album skupiny s názvem Transit of Venus vyšlo 2. října roku 2012 a zároveň se stalo posledním albem Adama Gontiera u Three Days Grace. Na album vznikly i trailery. 14. srpna roku 2012 vyšel první singl z alba, nese název  Chalk Outline, ve kterém Three Days Grace experimentují s elektronikou. Singl sklidil velký úspěch u kritiků i u fanoušků. Album produkoval Don Gilmore, který například produkoval album punk rockovým Good Charlotte. Název alba je pojmenován podle astronomického jevu. První písnička z alba se jmenuje Sign of the Times. Na albu se nachází i coververze písně od Micheala Jacksona, a to písně Give In To Me. Píseň The High Road byla nahrána ještě než se album začalo oficiálně nahrávat a zároveň jde o druhý singl z alba. Třetí singl nese název „Misery Loves My Company“, na který byl natočen videoklip. 9. ledna se provalila zpráva, že Adam opouští skupinu kvůli svému špatnému zdravotnímu stavu. Prozatím ho nahradil Matt Walst z rockové skupiny My Darkest Days.

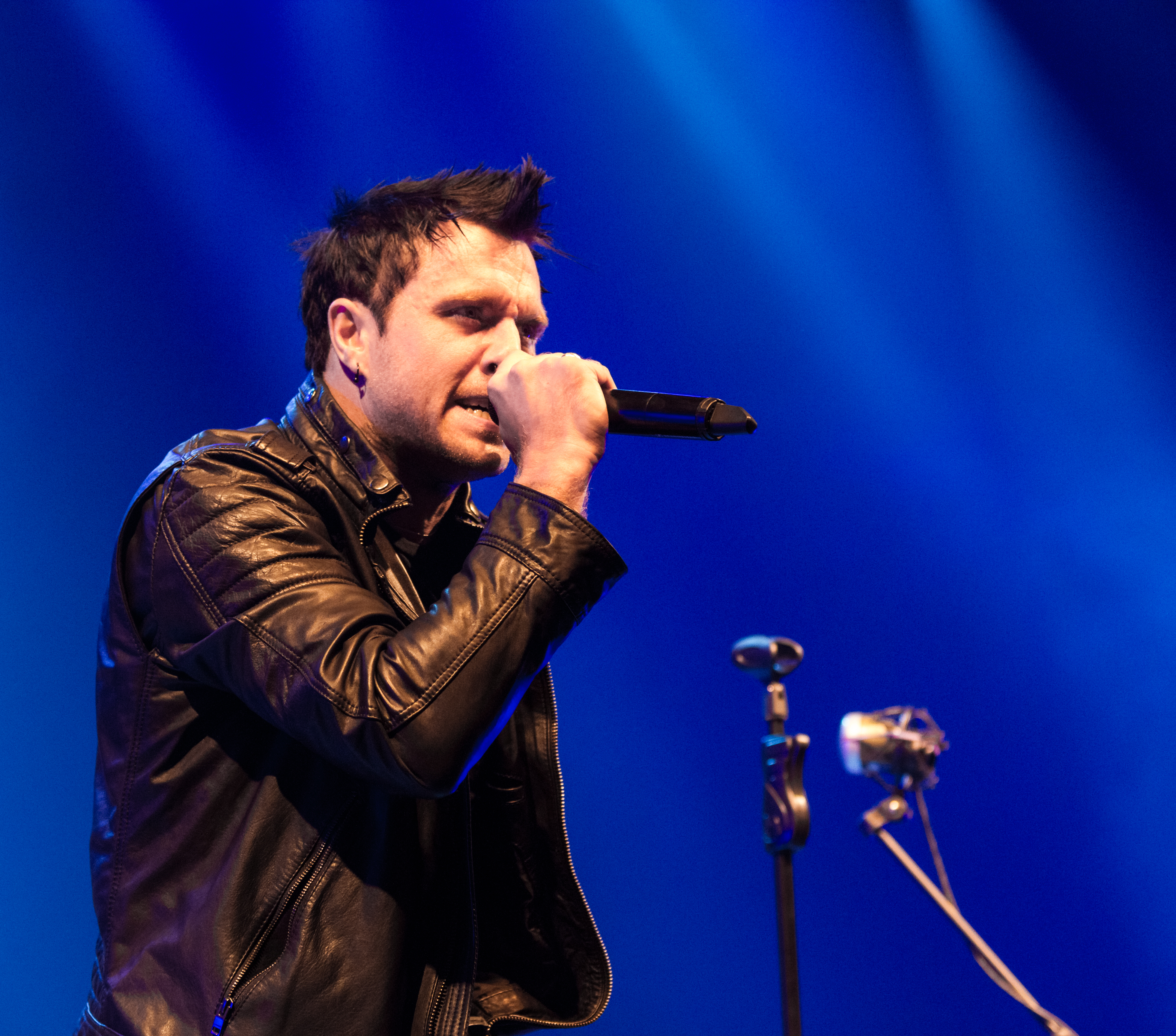
Matt Walst v roce 2015

### AlbumHumans novým zpěvákem Mattem Walstem (2014–2015)
28. března se Matt Walst stal oficiálně členem kapely. 1. dubna kapela vypustila první singl s názvem „Painkiller“ k novému albu s novým zpěvákem, v říjnu 2014 pak druhý singl „I am Machine“ a 23. března 2015 pak třetí singl „Human Race“. Hotové album Human vyšlo 31. března 2015 a bylo podpořeno světovým turné Human world tour, v rámci kterého Three Days Grace poprvé zavítali i do České republiky, a to 5. června 2015 na festival Rock for people do Hradce Králové. Podruhé v České republice zahráli 24. ledna 2016 v Malé sportovní hale v Praze v rámci evropského turné.

### Outsider(2018)
Šesté studiové album Outsider vyšlo 9. března 2018. Před vydáním samotného alba vypouští kapela trailery v podobě tří písní. 25. ledna 2018 vyšel singl The Mountain, ke kterému vyšel i videoklip. 16. února 2018 následoval singl nesoucí název alba I Am an Outsider. Jako poslední byla, těsně před vydáním samotného alba, zveřejněna 2. března 2018 píseň Right Left Wrong. Dále album obsahuje songy jako „Strange Days“, „Infra-Red“ nebo Chasing „The First Time“. Album se setkalo s kladným hodnocením fanoušků i kritiků. Časopis Distorted Sound Magazine jim udělil hodnocení 8/10 a řekl, že po dvanácti letech jsou zase skupinou, kterou stojí za to si poslechnout.

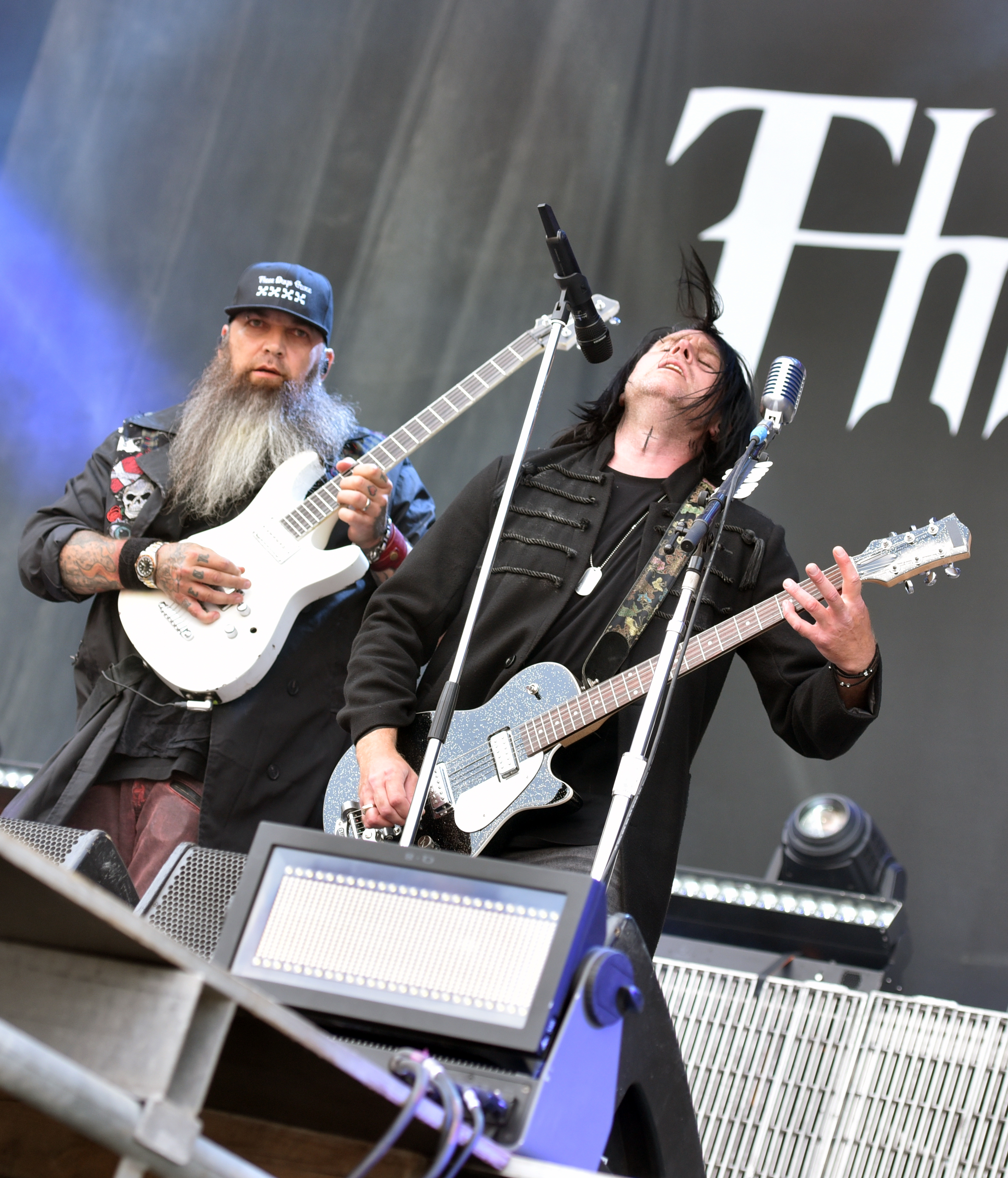
Three Days Grace v roce 2023

### Explosions(2021–2024)
Oznámení o práci na sedmém studiovém albu bylo oznámeno 1. března 2021 na oficiálním Instagramu kapely. Jako první singl z jejich sedmého studiového alba s názvem vyšel 29. listopadu 2021 po názvem „So Called Life“. O tři měsíce později, 17. února 2022, kapela vydala propagační singl s názvem „Neurotic“ s Lukasem Rossim. 11. dubna 2022 kapela vydala druhý rádiový singl alba s názvem „Lifetime“. Píseň byla věnována lidem z Mayfieldu v Kentucky poté, co město v prosinci 2021 zasáhlo tornádo EF4.
Jejich sedmé studiové album, Explosions, vyšlo 6. května 2022. Třetí singl „I Am the Weapon“ z nového alba vyšel 27. září 2022 byl vydán pro rádia, krátce po tom, co kapela začala hrát píseň během svého evropského turné k albu.

### Návrat Adama Gontiera a nové albumAlienation
Dne 19. dubna 2023 se Adam Gontier objevil na podiu během koncertu a se skupinou si po deseti letech znovu zazpíval některé písničky. V září roku 2024 se začalo spekulovat o návratu zpěváka zpět do kapely. Tyto spekulace podpořilo to, že se Gontier objevil ve studiu skupiny. Na začátku října téhož roku bylo oficiálně potvrzeno, že se Adam Gontier vrací do skupiny.
Dne 20. listopadu 2024 kapela oznámila první singl „Mayday“ z nadcházejícího alba. Píseň byla vydána o dva dny později. Dne 8. května 2025 skupina odhalila název alba Alienation. Potvrdila datum vydání na 22. srpna 2025. Následující den kapela vydala druhý singl z alba, „Apologies“. Téhož dne byl zveřejněn seznam skladeb alba a obal. Dne 20. června kapela vydala jako propagační singl skladbu „Dominate“. Skladba „Kill Me Fast“ byla vydána 25. července.

## Členové

#### Současní členové
- Adam Gontier – hlavní zpěv, doprovodná kytara (1997–2013); hlavní kytara (1997–2003), (2024–současnost)
- Brad Walst – baskytara, doprovodný zpěv (1997–současnost)
- Neil Sanderson – bicí, doprovodný zpěv (1997–současnost); klávesy (2009–současnost)
- Barry Stock – hlavní kytara (2003–současnost); doprovodná kytara (2013–2017)
- Matt Walst – hlavní zpěv (2013–současnost); doprovodná kytara (2017–současnost); klávesy (2025–současnost)

#### Bývalí členové
- Phil Crowe – hlavní kytara (1992–1995)
- Joe Grant – rytmická kytara (1992–1995)

#### Členové během turné
- Dani Rosenoer – doprovodný zpěv, klávesy (2012–2018)
- Shaun Foist – bicí (2023)

## Diskografie
| Demo Alba - Three Days Grace Demo (2000) Studiová Alba - Three Days Grace (2003) - One-X (2006) - Life Starts Now (2009) - Transit of Venus (2012) - Human (2015) - Outsider (2018) - Explosions (2022) - Alienation (2025) EP - Rolling Stone Original (2003) - Never Too Late (2005) - Pain (2008) - Lost In You (2011) |

## Videografie
DVD
- Live At The Brasil (2003)
- Live At The Palace (2008)